# Polisportiva Filottrano Pallavolo 2014-2015
Questa voce raccoglie le informazioni riguardanti la Polisportiva Filottrano Pallavolo nelle competizioni ufficiali della stagione 2014-2015.

## Stagione
La stagione 2014-15 è per la Polisportiva Filottrano Pallavolo, sponsorizzata da Lardini, la prima in Serie A2: il club conquista infatti il diritto di partecipazione al campionato cadetto grazie alla vittoria dei play-off promozione della Serie B1 2013-14; viene sia confermato l'allenatore Luca Paniconi che buona parte della squadra autrice della promozione: le uniche cessioni riguardano infatti Moira Banchieri, Martina Ciavaglia e Martina Spicocchi, mentre gli acquisti sono quelli di Arianna Argentati, Ilaria Corazza, Melissa Martinelli, Francesca Villani e Dušanka Karić, unica straniera in rosa, arrivata a campionato in corso.
Il campionato inizia con una vittoria al tie-break sul Pavia Volley: a questa seguono però otto sconfitte consecutive; il girone di andata termine con due successi di fila ed un'ennesima gara persa, chiudendo al dodicesimo e penultimo posto in classifica, non utile per qualificarsi alla Coppa Italia di Serie A2. Il girone di ritorno si apre con sette stop consecutivi, prima di due vittorie contro il Club Italia e la Beng Rovigo Volley: nelle ultime tre giornate di regular season la squadra di Filottrano perde due partite e ne vince una, chiudendo al tredicesimo ed ultimo posto in classifica, retrocedendo in Serie B1.

## Organigramma societario
Area direttiva
- Presidente: Renzo Gobbi
- Presidente onorario: Giovanni Morresi
- Consigliere: Lucio Pettinari, Francesco Giampieri, Piergianni Paolucci, Stefano Papa, Franco Beccacece, Massimo Meschini, Massimo Pellegrini, Giorgio Biron, Sandro Mangialardo, Roberto Borsini
- Segreteria generale: Sandro Mangialardo, Dario Pasquini

Area organizzativa
- Direttore sportivo: Mauro Carloni
- Addetto segnapunti: Corinne Andreola
- Custode: Nevio Pieroni

Area tecnica
- Allenatore: Luca Paniconi
- Allenatore in seconda: Stefano Donati
- Assistente allenatore: Andrea Graziani
- Scout man: Marco Malatini

Area comunicazione
- Ufficio stampa: Pierfrancesco Chiavacci, Cristiana Paolorossi
- Ufficio comunicazione: Mauro Carloni
- Webmaster: Roberto Borsini, Sandro Mangialardo

Area marketing
- Ufficio marketing: Mauro Carloni

Area sanitaria
- Medico: Maria Stephanie Diaz
- Preparatore atletico: Alessandro Giampieri
- Fisioterapista: Geremia Preti

## Rosa
| N° | Nome               | Ruolo | Data di nascita | Nazionalità sportiva |
| -- | ------------------ | ----- | --------------- | -------------------- |
| 1  | Dušanka Karić      | S     | 7 giugno 1986   | Serbia               |
| 2  | Ilaria Corazza     | S     | 7 febbraio 1989 | Italia               |
| 3  | Claudia Stincone   | P     | 26 ottobre 1992 | Italia               |
| 5  | Federica Feliziani | L     | 5 agosto 1983   | Italia               |
| 6  | Chiara Baroli      | S     | 28 maggio 1988  | Italia               |
| 7  | Sara Carloni       | P     | 1º marzo 1989   | Italia               |
| 8  | Greta Cavestro     | S/O   | 19 luglio 1993  | Italia               |
| 9  | Francesca Villani  | S     | 30 maggio 1995  | Italia               |
| 10 | Melissa Martinelli | C     | 23 marzo 1993   | Italia               |
| 12 | Greta Malavolta    | S     | 15 ottobre 1989 | Italia               |
| 13 | Elisa Rita         | C     | 21 aprile 1993  | Italia               |
| 15 | Lorenza Lupidi     | S/O   | 1º agosto 1992  | Italia               |
| 16 | Arianna Argentati  | C     | 4 febbraio 1988 | Italia               |

## Mercato
| Acquisti | Acquisti           | Acquisti           | Acquisti   |
| R.       | Nome               | da                 | Modalità   |
| -------- | ------------------ | ------------------ | ---------- |
| C        | Arianna Argentati  | Trevi              | definitivo |
| S        | Ilaria Corazza     | Chieri '76 Carol's | definitivo |
| S        | Dušanka Karić      | Bursa BB           | definitivo |
| C        | Melissa Martinelli | Antares            | definitivo |
| S        | Francesca Villani  | San Casciano       | definitivo |

| Cessioni | Cessioni          | Cessioni         | Cessioni   |
| R.       | Nome              | a                | Modalità   |
| -------- | ----------------- | ---------------- | ---------- |
| S        | Moira Banchieri   | ?                | definitivo |
| C        | Martina Ciavaglia | Rimini Pallavolo | definitivo |
| C        | Martina Spicocchi | Todi             | definitivo |

## Risultati

### Serie A2

#### Girone di andata
| 1ª giornata - 2 novembre 2014 PalaBaldinelli, Osimo            | Filottrano      | 3 - 2 | Pavia                  | 14-25, 16-25, 25-19, 25-16, 15-13 |
| 2ª giornata - 9 novembre 2014 Geopalace, Olbia                 | Hermaea         | 3 - 2 | Filottrano             | 25-19, 22-25, 25-21, 18-25, 15-12 |
| 4ª giornata - 23 novembre 2014 PalaBaldinelli, Osimo           | Filottrano      | 0 - 3 | Obiettivo Risarcimento | 15-25, 17-25, 22-25               |
| 5ª giornata - 30 novembre 2014 Palazzetto dello Sport, Monza   | Pro Victoria    | 3 - 1 | Filottrano             | 25-16, 25-21, 15-25, 25-17        |
| 6ª giornata - 7 dicembre 2014 PalaJacazzi, Aversa              | Libertas Aversa | 3 - 0 | Filottrano             | 25-18, 25-18, 25-22               |
| 7ª giornata - 10 dicembre 2014 PalaBaldinelli, Osimo           | Filottrano      | 0 - 3 | VolAlto Caserta        | 22-25, 23-25, 25-27               |
| 8ª giornata - 14 dicembre 2014 PalaSanbapolis, Trento          | Trentino Rosa   | 3 - 0 | Filottrano             | 25-19, 25-18, 25-23               |
| 9ª giornata - 21 dicembre 2014 PalaBaldinelli, Osimo           | Filottrano      | 0 - 3 | Club Italia            | 22-25, 19-25, 18-25               |
| 10ª giornata - 26 dicembre 2014 Palazzetto dello Sport, Rovigo | Beng Rovigo     | 3 - 0 | Filottrano             | 25-22, 25-22, 25-22               |
| 11ª giornata - 4 gennaio 2015 PalaBaldinelli, Osimo            | Filottrano      | 3 - 2 | Neruda                 | 25-21, 16-25, 21-25, 25-21, 19-17 |
| 12ª giornata - 14 gennaio 2015 PalaFranzanti, Piacenza         | Piacentina      | 1 - 3 | Filottrano             | 25-20, 27-29, 23-25, 16-25        |
| 13ª giornata - 18 gennaio 2015 PalaBaldinelli, Osimo           | Filottrano      | 1 - 3 | Soverato               | 17-25, 27-29, 25-23, 15-25        |

#### Girone di ritorno
| 14ª giornata - 25 gennaio 2015 PalaRavizza, Pavia                    | Pavia                  | 3 - 0 | Filottrano      | 25-16, 25-18, 25-21               |
| 15ª giornata - 1º febbraio 2015 PalaBaldinelli, Osimo                | Filottrano             | 2 - 3 | Hermaea         | 21-25, 25-23, 27-25, 23-25, 13-15 |
| 17ª giornata - 15 febbraio 2015 Palasport Città di Vicenza, Piacenza | Obiettivo Risarcimento | 3 - 0 | Filottrano      | 25-14, 25-21, 25-8                |
| 18ª giornata - 22 febbraio 2015 PalaBaldinelli, Osimo                | Filottrano             | 1 - 3 | Pro Victoria    | 17-25, 31-29, 25-27, 22-25        |
| 19ª giornata - 8 marzo 2015 PalaBaldinelli, Osimo                    | Filottrano             | 2 - 3 | Libertas Aversa | 24-26, 25-12, 25-18, 22-25, 14-16 |
| 20ª giornata - 12 marzo 2015 Palazzetto dello Sport                  | VolAlto Caserta        | 3 - 1 | Filottrano      | 21-25, 25-17, 25-20, 25-20        |
| 21ª giornata - 15 marzo 2015 PalaBaldinelli, Osimo                   | Filottrano             | 1 - 3 | Trentino Rosa   | 23-25, 25-22, 14-25, 13-25        |
| 22ª giornata - 21 marzo 2015 Centro Pavesi, Milano                   | Club Italia            | 2 - 3 | Filottrano      | 21-25, 21-25, 25-22, 25-17, 13-15 |
| 23ª giornata - 29 marzo 2015 PalaBaldinelli, Osimo                   | Filottrano             | 3 - 2 | Beng Rovigo     | 25-21, 25-22, 15-25, 17-25, 15-13 |
| 24ª giornata - 4 aprile 2015 PalaResia, Bolzano                      | Neruda                 | 3 - 0 | Filottrano      | 25-12, 25-23, 25-13               |
| 25ª giornata - 8 aprile 2015 PalaBaldinelli, Osimo                   | Filottrano             | 1 - 3 | Piacentina      | 23-25, 25-21, 18-25, 21-25        |
| 26ª giornata - 12 aprile 2015 PalaScoppa, Soverato                   | Soverato               | 2 - 3 | Filottrano      | 25-13, 25-14, 23-25, 22-25, 12-15 |

## Statistiche

### Statistiche di squadra
| Competizione | Punti | In casa | In casa | In casa | In trasferta | In trasferta | In trasferta | Totale | Totale | Totale |
| Competizione | Punti | G       | V       | P       | G            | V            | P            | G      | V      | P      |
| ------------ | ----- | ------- | ------- | ------- | ------------ | ------------ | ------------ | ------ | ------ | ------ |
| Serie A2     | 16    | 12      | 3       | 9       | 12           | 3            | 9            | 24     | 6      | 18     |
| Totale       | -     | 12      | 3       | 9       | 12           | 3            | 9            | 24     | 6      | 18     |

G = partite giocate; V = partite vinte; P = partite perse

### Statistiche dei giocatori
| Giocatore     | Serie A2 | Serie A2 | Serie A2 | Serie A2 | Serie A2 | Totale | Totale | Totale | Totale | Totale |
| Giocatore     | P        | PT       | AV       | MV       | BV       | P      | PT     | AV     | MV     | BV     |
| ------------- | -------- | -------- | -------- | -------- | -------- | ------ | ------ | ------ | ------ | ------ |
| A. Argentati  | 21       | 81       | ?        | ?        | ?        | 21     | 81     | ?      | ?      | ?      |
| C. Baroli     | 24       | 67       | ?        | ?        | ?        | 24     | 67     | ?      | ?      | ?      |
| S. Carloni    | 18       | 5        | ?        | ?        | ?        | 18     | 5      | ?      | ?      | ?      |
| G. Cavestro   | 23       | 239      | ?        | ?        | ?        | 23     | 239    | ?      | ?      | ?      |
| I. Corazza    | 20       | 164      | ?        | ?        | ?        | 20     | 164    | ?      | ?      | ?      |
| F. Feliziani  | 24       | 2        | ?        | ?        | ?        | 24     | 2      | ?      | ?      | ?      |
| D. Karić      | 8        | 125      | ?        | ?        | ?        | 8      | 125    | ?      | ?      | ?      |
| L. Lupidi     | 11       | 14       | ?        | ?        | ?        | 11     | 14     | ?      | ?      | ?      |
| G. Malavolta  | 20       | 0        | 0        | 0        | 0        | 20     | 0      | 0      | 0      | 0      |
| M. Martinelli | 23       | 237      | ?        | ?        | ?        | 23     | 237    | ?      | ?      | ?      |
| E. Rita       | 21       | 126      | ?        | ?        | ?        | 21     | 126    | ?      | ?      | ?      |
| C. Stincone   | 24       | 71       | ?        | ?        | ?        | 24     | 71     | ?      | ?      | ?      |
| F. Villani    | 22       | 261      | ?        | ?        | ?        | 22     | 261    | ?      | ?      | ?      |

P = presenze; PT = punti totali; AV = attacchi vincenti; MV = muri vincenti; BV = battute vincenti